# Konstantinos Stefanopoulos (Leichtathlet)
Konstantinos Stefanopoulos (griechisch Κωνσταντίνος Στεφανόπουλος; * 11. Juli 1984 in Veria) ist ein ehemaliger griechischer Geher.

## Sport
Stefanopoulos trat bei den Olympischen Sommerspielen 2008 in Peking im 50 km Gehen an und kam mit einer Zeit von 4:07:53 h auf Platz 37. Er ist auch vierfacher Griechischer Meister im 50-km-Gehen.